# قطع‌کننده مدار خطای-جرقه

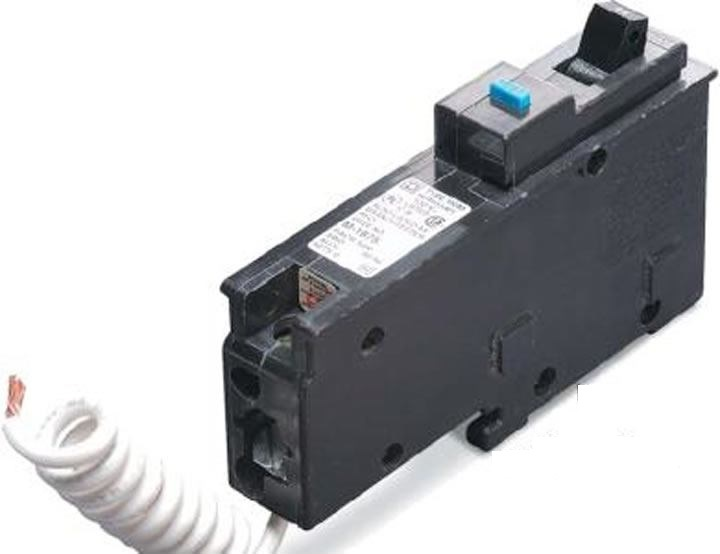
قطع‌کننده مدار خطای-جرقه

قطع‌کننده مدار خطای-جرقه (انگلیسی: Arc-fault circuit interrupter) نوعی مدارشکن قدرت است که قابلیت تشخیص قوس الکتریکی را دارد و هنگام حدوث آن مدار را قطع می‌کند. این قطع‌کننده برای جلوگیری از آتش سوزی احتمالی بر اثر جرقه استفاده می‌شود.